# Gare de Sidi Bel Abbès
La gare de Sidi Bel Abbès est une gare ferroviaire algérienne située sur le territoire de la commune de Sidi Bel Abbès, dans la wilaya de Sidi Bel Abbès.

## Situation ferroviaire
Établie à une altitude de 483,170 m, la gare est située au point kilométrique (PK) 51,678 de la ligne de Oued Tlelat à Béchar, où elle est précédée de la gare de Sidi Brahim et suivie de celle de Sidi Lahcene.
| \| Sidi Bel Abbès Sidi Brahim Sidi Lahcene Tabia Moulay Slissen Redjem Demouche \| Localisation de la gare de Sidi Bel Abbès dans la wilaya de Sidi Bel Abbès. |
| Sidi Bel Abbès Sidi Brahim Sidi Lahcene Tabia Moulay Slissen Redjem Demouche                                                                                   |

## Histoire
La gare est mise en service en 1877 lors de l'ouverture de la section de Sainte-Barbe-du-Tlélat à Sidi Bel Abbès de la ligne de Sainte-Barbe-du-Tlélat à Oujda,.

## Service des voyageurs

### Dessertes

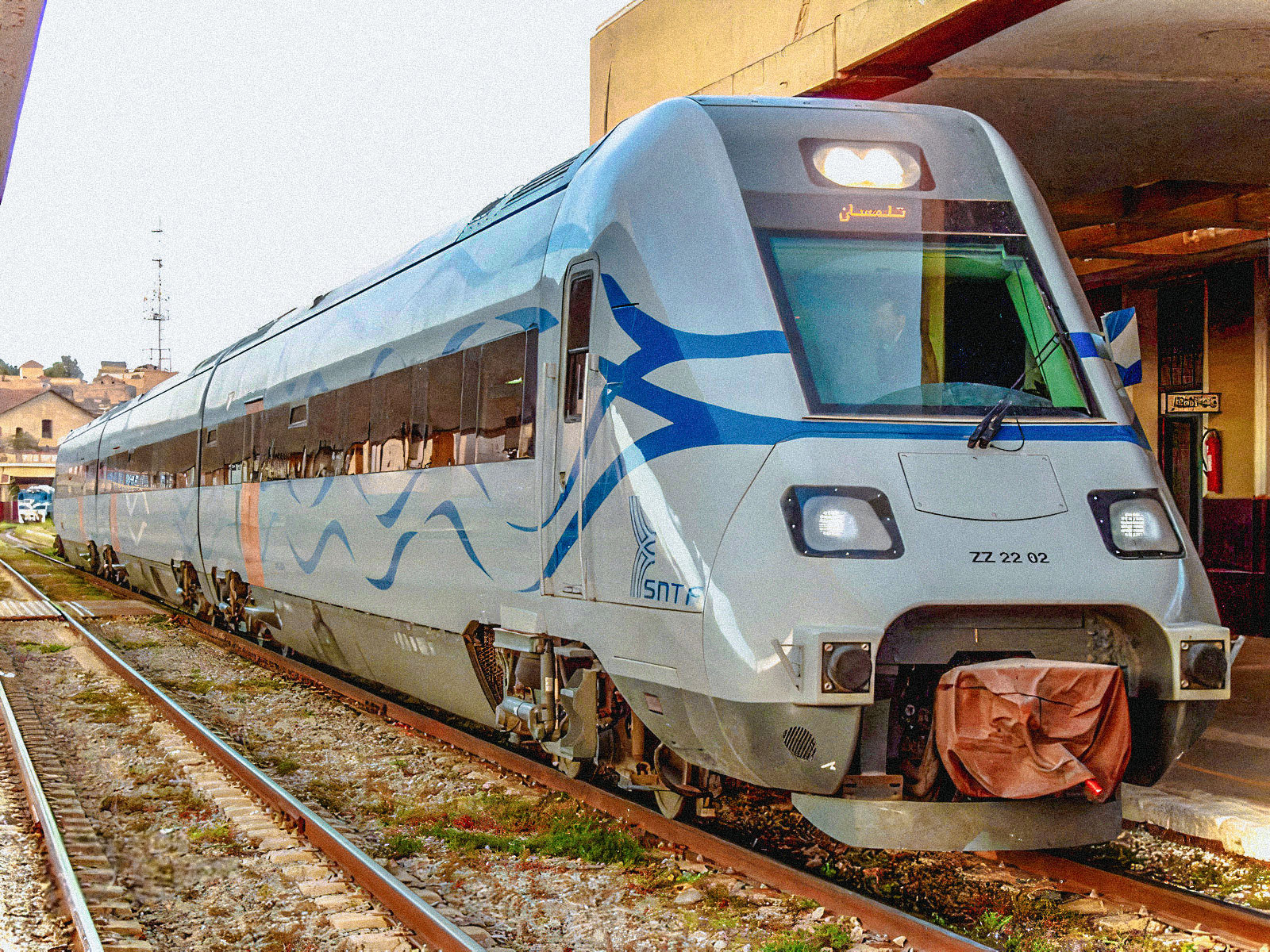
Une rame ZZ 22 en gare de Sidi Bel Abbès.

La gare de Sidi Bel Abbès est desservie par :
- les trains grandes lignes de la liaison Oran - Béchar[4] ;
- les trains régionaux des liaisons :
  - Oran - Mécheria[5] ;
  - Oran - Saïda[6] ;
  - Oran - Sidi Bel Abbès[7] ;
  - Oran - Tlemcen[8] ;
  - Sidi Bel Abbès - Frenda[9].